# Antilospira
L'antilospira (gen. Antilospira) è un mammifero artiodattilo estinto, appartenente ai bovidi. Visse nel Pliocene superiore (circa 3.2 - 2,5 milioni di anni fa) e i suoi resti fossili sono stati ritrovati in Asia.

## Descrizione
Questo animale doveva essere piuttosto simile all'attuale antilope cervicapra o forse alla gazzella della Mongolia, e anche le dimensioni dovevano essere paragonabili. Antilospira era caratterizzato da corna leggermente divaricate, dalla torsione lenta (raramente completavano più di un giro), con un leggero avvitamento spirale dell'asse; generalmente erano presenti due carene, e lo spazio tra le due carene era alternativamente convesso e concavo, spesso caratterizzato da solchi profondi. La dentatura di Antilospira era caratterizzata da premolari particolarmente corti.

## Classificazione
Il genere Antilospira venne descritto per la prima volta da Teilhard de Chardin e Young nel 1931, per resti fossili provenienti dalla Cina. Il genere Antilospira è noto per alcune specie diffuse in alcune regioni dell'Asia durante la fine del Pliocene (Antilospira zdanskyi, A. licenti, A. gracilis, A. robusta, A. yuxianensis). Un'altra specie, A. incarinatus, è stata in seguito attribuita al genere Nisidorcas.
Antilospira era probabilmente un membro degli Antilopini, un gruppo di bovidi attualmente molto diffuso, caratterizzato da corporatura snella e corna leggermente spiralate. Un altro genere affine era Gazellospira.